# Редленд (Техас)
Редленд (англ. Redland) — переписна місцевість (CDP) в США, в окрузі Анджеліна штату Техас. Населення — 1088 осіб (2020).

## Географія
Редленд розташований за координатами 31°24′21″ пн. ш. 94°42′58″ зх. д. / 31.40583° пн. ш. 94.71611° зх. д. (31.405937, -94.716076).  За даними Бюро перепису населення США в 2010 році переписна місцевість мала площу 10,74 км², з яких 10,68 км² — суходіл та 0,07 км² — водойми.

## Демографія
Згідно з переписом 2010 року, у переписній місцевості мешкало 1047 осіб у 404 домогосподарствах у складі 280 родин. Густота населення становила 97 осіб/км².  Було 455 помешкань (42/км²).
Расовий склад населення:
| - 61,3 % — білих - 22,0 % — чорних або афроамериканців - 1,3 % — корінних американців - 0,5 % — азіатів - 12,8 % — осіб інших рас |

До двох чи більше рас належало 2,1 %. Частка іспаномовних становила 22,9 % від усіх жителів.
За віковим діапазоном населення розподілялося таким чином: 26,1 % — особи молодші 18 років, 61,5 % — особи у віці 18—64 років, 12,4 % — особи у віці 65 років та старші. Медіана віку мешканця становила 36,3 року. На 100 осіб жіночої статі у переписній місцевості припадало 84,7 чоловіків;  на 100 жінок у віці від 18 років та старших — 80,4 чоловіків також старших 18 років.
Середній дохід на одне домашнє господарство  становив 37 724 долари США (медіана — 40 435), а середній дохід на одну сім'ю — 33 893 долари (медіана — 40 625). За межею бідності перебувало 39,0 % осіб, у тому числі 71,9 % дітей у віці до 18 років та 0,0 % осіб у віці 65 років та старших.
Цивільне працевлаштоване населення становило 402 особи. Основні галузі зайнятості: освіта, охорона здоров'я та соціальна допомога — 52,0 %, виробництво — 21,4 %, транспорт — 10,4 %, роздрібна торгівля — 6,7 %.